# Humanware
Humanware es un término informático que se utiliza para definir los recursos humanos de un sistema informático o el hardware y el software que es diseñado pensando en la experiencia y la interfaz que le dará el usuario final.

## Diseño
El diseño del humanware comienza con el funcionamiento  de las necesidades del hombre y de la mujer  y limitaciones del usuario final, para sobre la base de eso, diseñar el producto final. Generalmente se somete a muchas pruebas para asegurar que está diseñado para mejorar la experiencia del usuario.
Un ejemplo es la tecnología diseñada para ayudar a personas con discapacidades, por lo general comienza su desarrollo entendiendo las necesidades del usuario antes de diseñar el producto.

## Aplicación del Humanware en la educación
El humanware ha comenzado a aplicarse en el ámbito educativo debido a la necesidad de innovar la enseñanza. Para ello se ha requerido diseñar tecnología educativa que sea atractiva para el usuario final y pueda aportarle una experiencia satisfactoria, cumpliendo con sus expectativas y necesidades. Y por último, se han implementado proyectos IT que parten del lado humano y están ligados a la tecnología educativa; esto quiere decir que la cultura organizacional, las competencias digitales, etc, provocan un gran impacto sea positivo o negativo en la implementación de la tecnología educativa dentro de un proyecto.